# Haebo-myeon
Haebo-myeon (koreanska: 해보면) är en socken i Sydkorea. Den ligger i kommunen Hampyeong-gun i provinsen Södra Jeolla, i den sydvästra delen av landet, 270 km söder om huvudstaden Seoul.